# Live Trax II
Live Trax II er en ep af det amerikanske band Megadeth, udgivet i 1997. Livesporene blev optaget i Mesa Amphitheatre, Mesa, Arizona, 13. juli 1997. Den blev kun udgivet i Japan og blev solgt som en bonusdisk sammen med Cryptic Writings. Bortset fra livesporene indeholder Live Trax II også to hidtil uudgivne remixes af "Almost Honest".

## Spor
1. "Almost Honest (live)" (Dave Mustaine, Marty Friedman)
2. "A Tout le Monde (live)" (Mustaine)
3. "Sweating Bullets (live)" (Mustaine)
4. "Symphony of Destruction (live)" (Mustaine)
5. "Anarchy in the U.K. (live)" (Johnny Rotten, Steve Jones, Glen Matlock, Paul Cook)
6. "Almost Honest (Environmental Mix)" (Mustaine, Friedman)
7. "Almost Honest (Supercharger Mix)" (Mustaine, Friedman)